# Prostitución en Australia

Situación jurídica del trabajo sexual (prostitución) en Australia por estado o territorio según modelo.
Despenalización: el trabajo sexual se considera un trabajo regular y está al margen del derecho penal.
Abolicionismo: el trabajo sexual es legal, pero no está regulado, y las actividades organizadas como los burdeles y el proxenetismo son ilegales.

El trabajo sexual en Australia está sujeto a la regulación por parte de leyes estatales y territoriales, las cuales varían significativamente. Además, la legislación federal tiene impacto en algunos aspectos del trabajo sexual en todo el país, así como en los ciudadanos australianos en el extranjero.
Según el Programa Conjunto de las Naciones Unidas sobre el VIH/SIDA (ONUSIDA), que emite estadísticas periódicas sobre el trabajo sexual, se estima que en 2016 había alrededor de 20,500 trabajadores y trabajadoras sexuales en Australia.

## Historia

### Período de condena 1788-1840
La prostitución probablemente surgió por primera vez en Australia en tiempos de la Primera Flota en 1788. Algunas de las mujeres transportadas a Australia ya habían trabajado en la prostitución, mientras que otras optaron por esta profesión debido a circunstancias económicas y un grave desequilibrio entre los sexos. Aunque una investigación realizada por John Thomas Bigge en 1822 (“Bigge Inquiry”) hace referencia a burdeles, estos eran principalmente mujeres que trabajaban desde sus propios hogares.

### Período colonial 1840-1901
Durante el período colonial, antes de la federación, Australia adoptó las Leyes de Enfermedades Contagiosas del Reino Unido (“Contagious Diseases Acts”) entre 1868 y 1879 en un intento de controlar las enfermedades venéreas en el ejército. Estas leyes requerían la inspección obligatoria de mujeres sospechosas de prostitución e incluían el internamiento en un hospital de aislamiento.

### Período federal 1901-1970
Después de la federación, la jurisdicción sobre la ley penal pasó a manos de los estados. Sin embargo, las leyes penales relacionadas con la prostitución datan solo de alrededor de 1910. Estas leyes no ilegalizaban la prostitución, pero criminalizaban muchas actividades relacionadas con ella. Se basaron en las leyes inglesas aprobadas entre 1860 y 1885, y abordaban cuestiones como el ofrecimiento, restricciones de edad, gestión de burdeles y arrendamiento de espacios a la actividad.

### Posterior a los años 1970
Desde los años 1970, ha habido un cambio hacia la liberalización de las leyes de prostitución. Aunque las actitudes sociales hacia la prostitución son en su mayoría coincidentes, los enfoques legales han variado. Un informe del Instituto Australiano de Criminología (“Australian Institute of Criminology”) de mayo de 1990 recomendó que la prostitución no fuera considerada un delito penal, argumentando que las leyes eran ineficaces y ponían en peligro a las trabajadoras sexuales. La Comisión Real Wood de Nueva Gales del Sur sobre Corrupción Policial (“NSW Wood Royal Commission into Police Corruption”) en 1995 recomendó despenalizar el trabajo sexual como medida para frenar la corrupción y el abuso de poder.

## El Territorio de la Capital Australiana
El trabajo sexual en el Territorio de la Capital Australiana (“Australian Capital Territory”) está regulado por la Ley de Trabajo Sexual (“Sex Work Act”) de 1992,  también conocida como Ley de Anna (“Anna's Law”), tras la despenalización parcial en 1992. Los burdeles son legales, pero las trabajadoras sexuales deben registrarse en la Oficina de Servicios Reguladores (“Office of Regulatory Services”, ORS), ahora conocida como Access Canberra. La ORS también registra y regula los burdeles y las agencias de acompañantes. Las trabajadoras sexuales pueden trabajar de forma privada, pero deben hacerlo individualmente. El ofrecimiento de servicios sexuales sigue siendo ilegal.
Las leyes posteriores de enmienda incluyen la Ley de Enmienda a la Prostitución (“Prostitution Amendment Act”) de 2002 y la Ley de Enmienda a la Legislación de Justicia y Seguridad Comunitaria(“Justice and Community Safety Legislation Amendment Act”) de 2011, una enmienda administrativa menor.  

## Nueva Gales del Sur
Nueva Gales del Sur (“New South Wales”) cuenta con la legislación más permisiva sobre prostitución en Australia, con una despenalización casi total, y ha servido de modelo para otras jurisdicciones como Nueva Zelanda. Los burdeles son legales bajo la Ley de Delitos Menores (“Summary Offences Act”) de 1988.  Sin embargo, algunas actividades permanecen ilegales:
- Vivir de las ganancias de una prostituta, excepto para los gestores de burdeles.
- Fomentar o inducir la prostitución.
- Utilizar locales para prostitución que se presenten como disponibles para masajes, baños de sauna, baños de vapor, instalaciones para hacer ejercicio o estudios fotográficos.
- Anunciar que un local se utiliza para prostitución o publicitar prostitutas.
- Solicitar servicios sexuales cerca o a la vista de una vivienda, escuela, iglesia u hospital.
- Participar en prostitución de menores.

## El Territorio del Norte
El trabajo sexual, incluyendo la gestión de burdeles y el trabajo en la calle, se volvió legal y sujeto a regulación en el Territorio del Norte (“Northern Territory”) en 2019 con la aprobación de la Ley de la Industria del Sexo (“Sex Industry Act”), la cual derogó la legislación anterior.
En noviembre de 2022, el gobierno del Territorio del Norte aprobó la Ley de Enmienda contra la Discriminación (“Anti-Discrimination Amendment Bill”), otorgando protección total a las trabajadoras sexuales, convirtiéndose así en el primer país del mundo en hacerlo.

## Queensland
Los burdeles son legales en Queensland y están regulados por la Autoridad de Licencias de Prostitución (“Prostitution Licensing Authority”, PLA). La PLA está sujeta a la supervisión de la Comisión de Delitos e Irregularidades (“Crime and Misconduct Commission”, CMC), que rinde cuentas al parlamento. En Queensland, existen dos formas legales de trabajo sexual. Se permite la publicidad, pero con restricciones en el lenguaje utilizado. Y en segundo lugar, el trabajo sexual en burdeles con licencia.
Sin embargo, todas las otras formas de trabajo sexual siguen siendo ilegales en Queensland. Esto incluye situaciones como la presencia de más de un trabajador compartiendo un lugar, la prostitución callejera, la gestión de burdeles sin licencia o salas de masaje utilizadas para trabajo sexual, así como los servicios a domicilio desde burdeles con licencia.

## Sur de Australia
En Australia del Sur, los burdeles son considerados ilegales de acuerdo con la Ley de Consolidación del Derecho Penal(“Criminal Law Consolidation Act”) de 1935   y la Ley de Delitos Menores(“Summary Offences Act”) de 1953.  El ofrecimiento de servicios sexuales en lugares públicos conlleva una multa máxima de $750, mientras que recibir dinero proveniente de la prostitución ajena y procurar servicios sexuales son actividades ilegales que penados con multa de hasta $2,500 o seis meses de prisión. Sin embargo, el acto de ejercer prostitución en sí mismo no está tipificado como delito.

## Tasmania
En Tasmania la prostitución es legal pero está prohibido que una persona emplee, controle o se beneficie del trabajo de trabajadoras sexuales individuales. Según la Ley de Delitos de la Industria del Sexo (“Sex Industry Offences Act”) de 2005,  una persona no puede ser gestionar un negocio de servicios sexuales, lo que se define como "alguien que no es una trabajadora sexual autónoma y que, ya sea sola o con otra persona, gestiona, administra o tiene en propiedad un negocio de servicios sexuales". La prostitución callejera se considera ilegal.
Esta ley también especifica que es ilegal agredir a una trabajadora sexual, recibir servicios sexuales de pago o proporcionar o recibir servicios sexuales sin preservativo.

## Victoria
En febrero de 2022, Victoria aprobó una legislación para despenalizar el trabajo sexual. La Ley de Despenalización del Trabajo Sexual (“Sex Work Decriminalisation Act”) de 2021 derogó parcialmente los delitos relacionados con el trabajo sexual en la calle y los delitos de salud pública asociados. Además, eliminó el sistema de licencias y reguló la industria a través de la administración general. Desde el 1 de diciembre de 2023, un negocio de servicios sexuales puede operar de la misma manera que cualquier otro negocio en Victoria.

## Australia Occidental
En Australia Occidental, la legislación actual es la Ley de Prostitución (“Prostitution Act”) de 2000,   complementada por la Ley de Salud (“Health Act”) de 1911 (que aborda las enfermedades venéreas) y la Ley de Control de Bebidas Alcohólicas (“Liquor Control Act”) de 1988 (que prohíbe que una prostituta esté en locales con licencia para vender bebidas alcohólicas). La prostitución en sí es legal, pero muchas actividades asociadas, como el lucro de la prostitución ajena y la gestión de burdeles, son ilegales. A pesar de esto, el estado ha tenido una larga historia de tolerancia y regulación no oficial de burdeles.